# Gorenje Sušice
Gorenje Sušice je naselje u slovenskoj Općini Dolenjskim Topllicama. Gorenje Sušice se nalazi u pokrajini Dolenjskoj i statističkoj regiji Jugoistočnoj Sloveniji. 

## Stanovništvo
Prema popisu stanovništva iz 2002. godine naselje je imalo 122 stanovnika.